# Joshua B. Lee

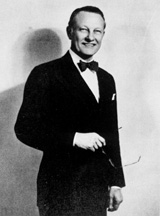
Joshua B. Lee

Joshua Bryan Lee (* 23. Januar 1892 in Childersburg, Alabama; † 10. August 1967 in Norman, Oklahoma) war ein US-amerikanischer Politiker (Demokratische Partei).

## Leben
Der in Alabama geborene Lee zog als Kind mit seinen Eltern nach Pauls Valley in Oklahoma, das zu diesem Zeitpunkt noch ein Territorium war; später lebte die Familie in der Nähe von Hobart im Kiowa County. Nach dem Schulbesuch begann er ein Studium an der Oklahoma Baptist University in Shawnee. Von 1911 bis 1913 war er als Lehrer in Rocky (Washita County) tätig; zudem arbeitete er an der Baptist University als Leichtathletiktrainer und gab dort Kurse in freier Rede. Lee schloss sein Studium an der University of Oklahoma 1917 ab; er erlangte einen Abschluss in politischen Wissenschaften an der Columbia University 1924 und in Rechtswissenschaften an der Law School der Cumberland University in Tennessee im Jahr darauf.
Während des Ersten Weltkrieges diente Joshua Lee von 1917 bis 1918 als Private in der Infanterie der US-Armee. Von 1919 bis 1934 war er Leiter des Public Speaking Department (später Bereich für Kommunikationswissenschaften) an der University of Oklahoma; in dieser Zeit war er auch als Autor und Lektor tätig. Überdies besaß und verwaltete er eine Ranch im Westen Oklahomas und eine Farm in der Nähe von Norman.

## Kongressabgeordneter und Senator
Von 1935 bis 1937 gehörte Joshua B. Lee für die Demokratische Partei dem Repräsentantenhaus der Vereinigten Staaten an. Er wurde zwar 1936 nicht für eine erneute Kandidatur in Erwägung gezogen, wurde dafür aber im selben Jahr für Oklahoma in den US-Senat gewählt. Seine Amtszeit endete dort am 3. Januar 1943; im Jahr zuvor hatte er die Wiederwahl nicht erreicht.
Von 1943 bis 1955 arbeitete Joshua B. Lee für das Civil Aeronautics Board, eine zwar dem US-Handelsministerium unterstellten, aber eigenständig arbeitende Behörde, die für Sicherheitsbestimmungen im zivilen Luftverkehr zuständig war. Danach kehrte er nach Norman zurück und praktizierte als Jurist. Er starb 1967.